# Arvind Panwar
Arvind Panwar (Meerut, 9 maart 1990) is een Indiaas wielrenner. In 2013 en 2016 werd hij nationaal kampioen tijdrijden.

## Carrière
In 2013 werd Panwar nationaal kampioen tijdrijden door het ruim 37 kilometer lange parcours in en rond Rohtak sneller af te leggen dan Pankaj Kumar en Amresh Singh. Een jaar later nam hij deel aan de Aziatische kampioenschappen, waar hij de wegrit niet uitreed en bijna negenenhalve minuten langer over de tijdrit deed dan winnaar Dmitri Groezdev. Daarnaast nam hij namens India ook deel aan de Gemenebestspelen. De wegrit reed hij niet uit en in de tijdrit eindigde hij op plek 28, op ruim negenenhalve minuut van winnaar Alex Dowsett. Ruim vier maanden later werd hij op het nationale kampioenschap tijdrijden tweede achter Naveen John.
In 2016 nam Panwar wederom deel aan de Aziatische kampioenschappen, ditmaal werd hij tiende in de tijdrit, vierenhalve minuut achter winnaar King Lok Cheung. Een maand later won hij voor de tweede maal in zijn carrière het nationale tijdritkampioenschap, ditmaal verwees hij Manohar Bishnoi en Karende Ravindra naar de dichtste ereplaatsen. In datzelfde jaar won hij twee gouden medailles tijdens de Zuid-Aziatische Spelen: één in de ploegentijdrit en één in de individuele tijdrit.

## Overwinningen
2013
 Indiaas kampioen tijdrijden, Elite
2016
 Ploegentijdrit op de Zuid-Aziatische Spelen
 Tijdrit op de Zuid-Aziatische Spelen
 Indiaas kampioen tijdrijden, Elite